# Ronchis
Ronchis (friülà Roncjis di Tisane) és un municipi italià, dins de la província d'Udine. És a la regió de la Bassa Friülana. L'any 2007 tenia 2.023 habitants. Limita amb els municipis de Latisana, Palazzolo dello Stella, Rivignano, San Michele al Tagliamento (VE), Teor i Varmo.

## Administració
| Període | Identitat      | Partit        |
| ------- | -------------- | ------------- |
| 2004-   | Vanni Biasutti | Llista cívica |